# Катедрала Светог Стефана (Беч)
Катедрала Светог Стефана је католичка катедрала у Бечу, седиште бечке надбискупије, посвећена је светом архиђакону Стефану. Налази се на тргу светог Стефана у центру Беча. Прва црква на њеном месту изграђена 1147. године у романичком стилу је изгорела 1258. и од ње је данас видљив само западни део фасаде. Црква је обновљена 1263, такође у романичком стилу. Изградња нове цркве, у готичком стилу, започела је 1304. године. Према плановима архитеката, зидови нове цркве су грађени око старе, тако да се по завршетку радова стара црква нашла у унутрашњости нове и била порушена 1430. Јужни торањ је завршен 1433, кров цркве 1474, док је градња северног торња прекинута 1511. године тако да никада није завршен. Катедрала је претрпела значајна оштећења током бомбардовања Беча 1945. године, а реконструкција је завршена 1952.